# San Biagio Saracinisco
San Biagio Saracinisco là một đô thị ở tỉnh Frosinone trong vùng Lazio, có vị trí cách khoảng 120 km về phía đông của Roma và khoảng 50 km về phía đông của Frosinone. Tại thời điểm ngày 31 tháng 12 năm 2004, đô thị này có dân số 381 người và diện tích là 31,2 km².
San Biagio Saracinisco giáp các đô thị: Castel San Vincenzo, Picinisco, Pizzone, Rocchetta a Volturno, Sant'Elia Fiumerapido, Vallerotonda.